# Ansar al-Islam
Ansar al-Islam (in arabo انصار الاسلام‎?, "Ausiliari dell'Islam") è un gruppo islamico sunnita curdo, che promuove un'interpretazione radicale dell'Islam e del Jihād.
All'inizio dell'invasione dell'Iraq nel 2003, il gruppo islamico controllava circa una dozzina di villaggi e numerose vette nel nord dell'Iraq, al confine con l'Iran. Sottoposto a bombardamenti durante il conflitto, si è sfaldato in diverse fazioni, la principale delle quali è Ansar al-Sunna, che ha compiuto decine di attacchi suicidi, tra cui il più clamoroso fu quello all'interno della mensa di una base militare americana a Mosul, il 21 dicembre 2004, che causò la morte di 14 militari americani.
Ha condotto violente campagne terroristiche contro i partiti e le istituzioni curde, con attacchi suicidi contro le sedi dell'Unione Patriottica del Kurdistan (UPK) e contro sedi governative. Nel corso del 2008 ha ripreso la denominazione di Ansar al-Islam.